# Bukarest magyar irodalmi élete
Bukarest magyar irodalmi élete nagy jelentőségű a romániai magyar szellemi életben, ami természetszerűleg adódik a fővárosjellegből. A mai képnek történelmi előzményei vannak. A földrajzi közelség és a gazdasági fejlődés, nemkülönben a magyar haladó és forradalmi mozgalmak üldözése a Habsburg-uralom időszakában már az elmúlt századokban vonzottak Bukarestbe magyar lakosokat, akik saját szellemi intézményeiket is kifejlesztették.

## 17–18. század
Az első magyar feljegyzéseket Bukarestről a városon átutazó Borsos Tamás (17. század), illetve a Daniel István kuruc követ küldetésének históriáját versbe szedő Kovásznai Sándor (18. század) műveiben találhatjuk. Mikes Kelemen két ízben is megfordult Bukarestben, itt töltötte 1739-1740 telét. Egy századdal később Barabás Miklós festőművész lakott Bukarestben, élményeiről hátrahagyott emlékirataiban számolt be (Budapest, 1902). Itt telepedett le és dolgozott mint udvari festő és fotográfus a kolozsvári születésű Szathmáry Pap Károly. Az 1840-es években Ürmösy Sándor hozott híreket a havaselvei magyarokról, Kolozsvárott kiadott könyvében. Az 1848–49-es forradalom és szabadságharc leverése után számos magyar emigráns kapott menedéket Bukarestben; 1851-ben innen irányította Makk József a Habsburg-ellenes erdélyi összeesküvést. 1849-es emigráns volt a román vasútépítésben úttörő szerepet játszó Veress Sándor, Bukarestben nevelkedett fia, Veress Endre történetkutató, s emigráns fiaként született és nevelkedett itt Sándor József, az első magyar Eminescu-fordító, később az EMKE vezető személyisége.
Legjelentősebb magyar irodalmi mű Bukarestről a 19. századból Koós Ferenc (1828-1905) Életem és emlékeim c. emlékirata. Koós 1855-től 1869-ig református lelkész és tanító volt Bukarestben; közművelődési egyesületeket alapított; Oroszhegyi Józsával együtt 1860-ban megindította az első bukaresti magyar újságot, a Bukaresti Magyar Közlönyt; fontos szerepe volt az 1848-as magyar emigránsok támogatásában. Az addigi magyar feljegyzésekkel ellentétben Koós belülről ábrázolta Bukarest és az itt élő magyarság világát. Könyvében különben 1815-ig vezeti vissza a református egyházközség és a magyar népiskola történetét, bár már előbb, a 15. század óta éltek magyarok Bukarestben. Értékes adatokat tartalmaz a bukaresti és az egész havasalföldi magyarság életéről a múlt század második feléből Veress Sándor, századunk első évtizedéből pedig Kertész József könyve. A rövid életű Bukuresti Magyar Közlöny után, az 1860-as évektől 1916-ig újabb meg újabb magyar lapok, kalendáriumok jelentek meg, részint az egyházak, részint művelődési egyesületek vagy magánosok kiadásában: Bukaresti Híradó (1880-85, megszakításokkal); Romániai Értesítő (1899-1900); Romániai Magyar Néplap (1900); Romániai Hírlap (1907-10); Romániai Magyar Újság (1908-16).
A régi bukaresti magyarság történetével, emlékeivel könyvekben, tanulmányokban foglalkozott Aradi József, Árvay Árpád, Auner Károly, Barabás Endre, Beke György, Bitay Árpád, Bözödi György, Domokos Géza, Engel Károly, György Endre, Kakassy Endre, Kocziány László, Kovács János, Mikecs László, Mikó Imre, Nagy Sándor, Papp Béla, Sándor József, Sebestyén Ede, Szemlér Ferenc, Veress Endre.

## 20. század
Az 1918 után megnövekedett szerephez jutott Bukarest, az addigi helyi jellegű magyar lapok helyett országos újságok jelentek meg, s a főváros művelődési élete mindinkább kihatott az egész romániai magyarságra. Egy időre otthont találtak az 1918-as és 1919-es magyarországi forradalmak emigránsai. 1921-ben Bölöni György Bukaresti Hírlap címmel lapot indított. 1923-ban Bukarestben jelent meg a Munkás, a Román Kommunista Párt (RKP) magyar nyelvű központi lapja, tág teret nyitva a baloldali irodalomnak; Gábor Andor versei és publicisztikai írásai, Gyetvai János és Révész Béla novellái, Mácza János publicisztikája mellett rendszeresen megtalálni benne Gorkijt, Upton Sinclairt, Barbusse-t, sűrűn közöl itt Kahána Mózes, Térítő Pál néven e lapban jelentetette meg Karl Marx c. szabad versét. Betiltása után a lap szerepét az 1926 és 1931 között megjelenő Munkásélet vette át, az egységes szakszervezetek lapja. 1926-ban Krenner Miklós (Spectator) alapít hetilapot Bukaresti Magyar Kurír címmel, s a lap kezdettől fogva, majd Kakassy Endre szerkesztésében is rendszeresen nyújt irodalmat.
1932-től 1936-ig a Brassói Lapok fővárosi kiadást jelentet meg Bukaresti Lapok címmel. Érdekes színfoltja az 1930-as évek közepének az utolsó romániai magyar emigráns folyóirat, a Fényes Samu szerkesztette Új Magyarok megjelenése Bukarestben. Az 1930-as évek végére csak a szakszervezetek által kiadott bukaresti magyar újságok maradtak meg. A szociáldemokrata irányzatú Előre kulturális rovatát ez időben Jordáky Lajos irányította.
A két világháború között Bukarest egyre nagyobb szerepet játszott a romániai magyar írók életében, ezt műveik is tükrözik. Egykori újsághíradás is tanúsítja, hogy Gaál Gábor a Pax szervezet meghívására 1931-ben előadást tartott Bukarestben a világnézetek harcáról. Szemlér Ferenc itt töltötte egyetemi éveit, ennek élményét rögzíti Más csillagon c. esszéregényében, Emlékezés egy süvölvényre c. emlékiratában és sok versében.
Az Erdélyi Helikon írói két ízben is ellátogattak Bukarestbe, az ESZC kiadványai sikeresen szerepeltek az 1935-ös tavaszi bukaresti könyvhéten. Nagy István fiatal munkásként egy ideig a főváros lakója, tapasztalataiból jó néhány novella és Özönvíz előtt c. színműve született; bukaresti emlékeit újólag önéletrajzi regénye ciklusában is feldolgozta. Kakassy Endre mintegy tíz évet töltött itt, Méliusz József katonaéveit szolgálta Bukarestben, az 1930-as években e város lakója volt Erdélyi Ágnes, 1939-40-ben Mikó Imre a Magyar Népközösség bukaresti jogvédő irodáját vezette, s gyakran tartózkodott itt Kahána Mózes.
Még Koós Ferenc és barátai alapították Bukarestben az első magyar közművelődési egyesületet 1857-ben: a jobb módú iparosok és értelmiségiek kaszinóját. Ugyancsak Koós hívta létre a szegényebb segédek és iparosok olvasóegyletét, amely később egyesült a kaszinóval. Később újabb egyházi és világi jellegű magyar egyletek alakultak. 1918 után ezek a művelődési egyesületek kezdték meg elsőnek tevékenységüket. Fontos munkát végzett a Koós Ferenc Kör és ennek diáktagozata, amely száznál több magyar egyetemistának nyújtott anyagi támogatást és szellemi otthont. Az 1920-as években alakult a Népkör, az iparosok egylete, majd annak megszűnte után, az 1930-as években, rövid időre létrejött a Bukaresti Magyar Közművelődési Egyesület, aztán a Lyra, majd több más munkás műkedvelő csoportosulás. A Bukaresti Magyar Dalárda 1931-ben Kolozsvárott elnyerte a Romániai Magyar Dalosszövetség országos versenyének I. díját.
A kolozsvári és nagyváradi magyar színtársulatok vendégszerepelnek Bukarestben, s ezzel nemcsak a bukaresti magyarság művelődését lendítették fel, hanem a magyar-román kulturális közeledést is előmozdították. 1931-ben Kovács Imre igazgató megalapította a Bukaresti Magyar Színházat, amely egy évadot játszott végig. Volnay Jenő lapja, a Bukaresti Magyar Újság lelkesen támogatta a színházalapítást, s követte sorsának alakulását, de a nagy gazdasági világválság a művelődési életet is elsorvasztotta, az 1930-as évek közepe táján már csak a "Szent Istvánnal Egyesült Magyar Társulat", a későbbi Petőfi Ház elődje folytatta tevékenységét. Az itt tanuló magyar fiatalok támogatásában és a különféle művelődési mozgalmak felkarolásában játszott szerepet két orvos: Bakk Elek és Papp Béla.
A második világháború után a romániai magyar központi sajtó fokozatosan Bukarestben alakult ki, s a város jelentős magyar irodalmi és művelődési központtá vált. A bukaresti rádió 1945 tavaszán sugározni kezdte magyar nyelvű műsorát. 1947 őszén demokratikus napilapként megjelent a Romániai Magyar Szó, amely később a Magyar Népi Szövetség (MNSZ) Bukarestben székelő Központi Bizottságának orgánuma lett, 1953-tól pedig Előre címmel a néptanácsok lapjaként országos politikai napilap, később a Szocialista Demokrácia és Egység Frontja Országos Tanácsának napilapja. Még előbb megindult a Munkásélet elődje, a Szakszervezeti Élet, aztán az Ifjúmunkás és a későbbi Jóbarát elődje, a Pionír (ezek egy ideig, az 1950-es években, elköltöznek Bukarestből, majd visszatértek), a Művelődési Útmutató, később Népművelés, majd Művelődés, a Tanügyi Újság, a Könyvtárosok Tájékoztatója, később Könyvtári Szemle.
1951-ben Bukarestbe költözött a Falvak Népe (később Falvak Dolgozó Népe). 1969 őszétől a Román Televízió hetente sugárzott magyar nyelvű műsorának szerkesztősége gazdagította új színnel a szellemi központ képét. 1970-től megjelent A Hét című társadalmi, politikai, művelődési hetilap, majd 1977-től a TETT c. melléklete is. Mivel Bukarestben nyomtatták a képeslapokat, az Új Élet, a Dolgozó Nő fiókszerkesztőségeket tartott itt fent, a Napsugár szerkesztői pedig rendszeresen ide jártak. A bukaresti magyar lapok és folyóiratok mindegyike közölt eredeti szépirodalmat, irodalomelméleti cikkeket vagy legalább könyvrecenziókat. Fontos bírálatok jelentek meg és országos jellegű irodalmi, művészeti viták folytak.
A két világháború közötti lélekszámánál jóval kevesebb magyarság közművelődéséről a nagy hagyományokra visszatekintő Petőfi Sándor Művelődési Egyesület gondoskodott, amely majdnem egy évtizedes szünet után, 1969-ben nyitotta meg újra kapuit. Különböző körei és klubjai nevelő és önképző munkát fejtettek ki, s a Házban új otthont talált az irodalom is. Előzőleg már 1969-ben létrejött az Írószövetség magyar irodalmi köre, amely a Bukarestben tanuló magyar egyetemista ifjúságot vonzotta magához, s a hagyományos Koós Ferenc Kör utódjának volt tekinthető. Neves magyar és román írók szerepeltek ülésein, amelyeket nemegyszer képzőművészeti tárlat vagy zenei audíció követett. A bukaresti magyarság 1945 óta részesévé vált az ország egész művelődési életének; a hat romániai magyar színházi együttes mindegyike vendégszerepelt Bukarestben, magyar képzőművészek tárlatai követték egymást, ugyanitt talált otthonra a fővárosi magyar zeneművészet is, különböző versenyeken vagy azokon kívül magyar műkedvelő együttesek érkeztek az ország minden tájáról.
Bukarest a II. világháborút követő esztendőkben mind nagyobb szerepet kapott a romániai magyar könyvkiadásban. 1946-ban a Politikai Könyvkiadó létesített magyar osztályt, 1949-ben létrejött magyar részleggel az Állami Könyvkiadó is, amelyből Állami Irodalmi és Művészeti Kiadó (később Irodalmi Könyvkiadó) alakult, ez volt az Ifjúsági Könyvkiadóval együtt bukaresti és kolozsvári szerkesztőségei révén majdnem két évtizedig a romániai magyar szépirodalom gondozója.
1969 decemberében Bukarestben létrejött a Kriterion nemzetiségi könyvkiadó, kolozsvári fiókszerkesztőséggel. Már az 1950-es évek elején a bukaresti kiadók legtöbbje magyar részleget létesített, így a Tudományos Könyvkiadó és a Tanügyi Könyvkiadó, az Orosz Könyv és mások, hozzájárulva a romániai magyar könyvkultúra fejlesztéséhez. A Kriterionon kívül Bukarestben magyar könyveket is adtak ki az Albatros, a Creangă, az Eminescu irodalmi kiadók, továbbá az Akadémiai, a Politikai, a Turisztikai, a Műszaki és a Pedagógiai és Tanügyi Könyvkiadó s más szakmai kiadóvállalatok. Az Előre kiskönyvtársorozatot jelentetett meg, irodalmi és közhasznú művekből.
Magyar írók az 1947 óta egységes írószövetségben vezető tisztségeket töltöttek be. Hasonlóképpen magas állami méltóságokban, közéleti funkciókban találni Bukarestben magyar írókat, művészeket. 1950 után több mint ötven magyar író élt hosszabb rövidebb ideig vagy él jelenleg is Bukarestben, s ez eleven magyar irodalmi életet, élénk vitákat eredményez. Itt alkották meg életművük nagy részét olyan jelentős írók, mint Szemlér Ferenc, Méliusz József, Lőrinczi László, Majtényi Erik, Hervay Gizella, Szász János, Szilágyi Domokos. A Bukarestben élő magyar írók többsége állandó kapcsolatban áll az élő román irodalommal, fordítja és ismerteti az újabb román műveket. Ugyanakkor Bukarestben élt vagy él ma is a magyar irodalom román fordítóinak legtöbbje (köztük Mihai Beniuc, Paul Drumaru, Eugen Jebeleanu, Constantin Olariu, Ioanichie Olteanu, Gelu Păteanu, Veronica Porumbacu és mások).